# پیر دوپونگ
پیر دوپونگ (انگلیسی: Pierre Dupong؛ زادهٔ ۱ نوامبر ۱۸۸۵ – درگذشته ۲۳ دسامبر ۱۹۵۳) یک سیاست‌مدار اهل لوکزامبورگ بود. وی به مدت شانزده سال از ۵ نوامبر ۱۹۳۷، تا هنگام مرگش در ۲۳ دسامبر ۱۹۵۳ نخست‌وزیر این کشور بود.